# Ankaa
Ankaa (Alfa Phoenicis, α Phoenicis, α Phe) je nejjasnější hvězda v souhvězdí Fénixe. Název pochází z arabského označení Fénixe.
Je to spektroskopická dvojhvězda, jejíž složky kolem sebe oběhnou za asi 10,5 let. Celková spektrální třída je K0,5IIIb. Vzdálenost od Země je přibližně 85 světelných let (26 parseků), poloměr hlavní složky je asi 15 R☉.
Z důvodu deklinace -42° nemůže být pozorovatelná z Česka.